# Nesticus maculatus
Nesticus maculatus là một loài nhện trong họ Nesticidae.
Loài này thuộc chi Nesticus. Nesticus maculatus được Elizabeth Bangs Bryant miêu tả năm 1948.